# Jean (football, 1995)
Pour les articles homonymes, voir Jean.
Jean Paulo Fernandes Filho, plus communément appelé Jean est un footballeur brésilien né le 26 octobre 1995 à Salvador. Il évolue au poste de gardien de but au Cerro Porteño.

## Biographie
Il participe avec la sélection brésilienne à la Coupe du monde des moins de 20 ans 2015 organisée en Nouvelle-Zélande. Lors de la compétition, il est titulaire indiscutable et joue 7 matchs, encaissant 5 buts. Le Brésil atteint la finale de la compétition, en étant battue par la Serbie lors de l'ultime match.
Un mouvement contre son transfert au Grêmio a été lancé à cause de ses précédents de violences conjugales, qui lui ont valu de la prison aux États-Unis.

## Palmarès

### En sélection
- Finaliste de la Coupe du monde des moins de 20 ans 2015 avec l'équipe du Brésil U20